# Табло (авіатермінал)

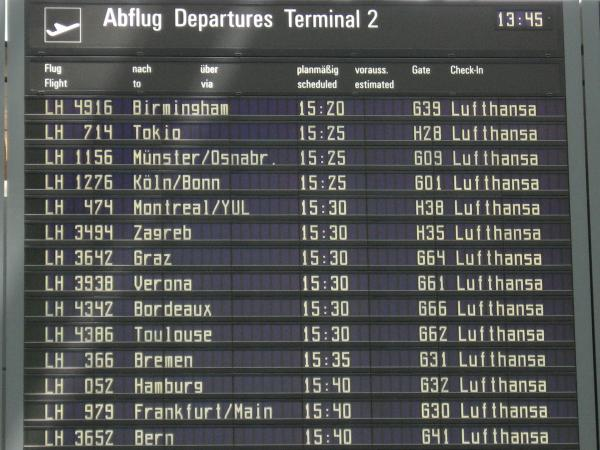
Рідкокристалічне табло в Мюнхенському аеропорті

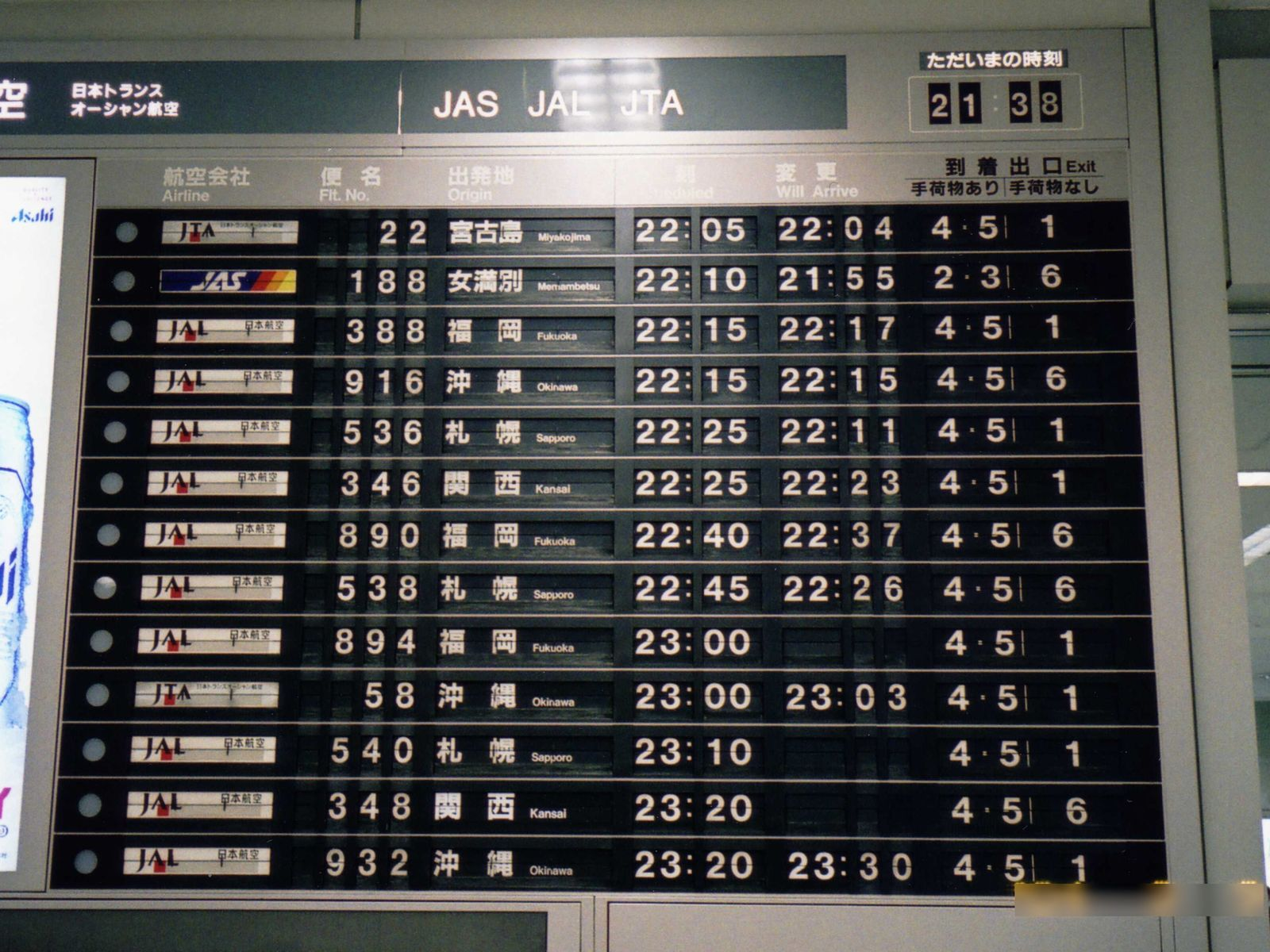
Перекидне табло в Токійському аеропорті

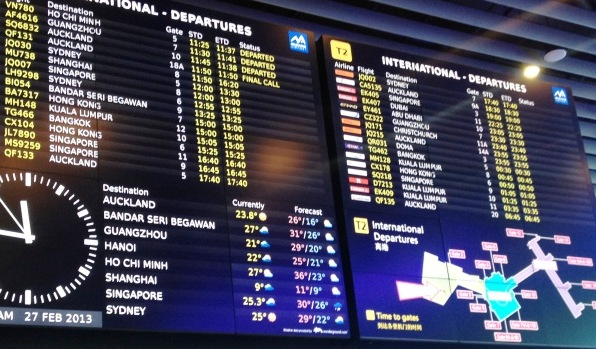
Сучасне багатомоніторне табло в аеропорті Мельбурна

Рейсове інформаційне табло (англ. flight information display system (FIDS) — комп'ютерна система в аеропортах для виведення для пасажирів інформації про рейси електронним чи механічним способом у реальному часі. Табло знаходяться всередині або довкола терміналу. Відповідник — онлайн-табло можна зустріти на офіційних сторінках аеропорту чи в системах телетексту. У великих портах можуть бути різні варіанти табло для кожного терміналу чи навіть для кожної великої авіакомпанії. Табло полегшує пасажирам процес авіасполучення, а також супровідним особам, що зустрічають/відпроваджують пасажирів.
Кожен рядок на табло вказує відмінний номер рейсу, що супроводжується:
- назвою авіакомпанії та її коду в системі IATA чи ICAO
- пункт призначення чи пересадки
- очікуваний час прибуття чи відправлення та/або його уточнення в разі зміни статусу (затримка тощо)
- номер виходу
- номер стійки реєстрації чи назву авіакомпанії
- статус рейсу (приземлився, затримка, посадка тощо)

Відповідно до системи код-шерінгу певний рейс може бути зображений кількома стрічками, наприклад, PS634 та LH490), хоча один і той самий літак може оперувати лише одним рейсом у певний час. Рядки на табло можуть сортуватись по часу, назві авіакомпанії чи місту призначення.
Більшість сучасних табло сконструйовані на базі рідкокристалічних чи світлодіодних екранів, однак деякі порти досі використовують табло перекидного типу.